# Elisabet I de Rússia
Elisabet I de Rússia   (Kolómenskoie, 18 de desembre de 1709 (Julià) - Sant Petersburg, 25 de desembre de 1761 (Julià)), nascuda Ielizaveta Petrovna, rus: Елизаве́та Петро́вна, anomenada la Climent, fou emperadriu de Rússia.

## Biografia
Quan va morir Pere el Gran sense descendència masculina, l'opinió sobre qui havia de pujar al tron va quedar dividida. Havia estat relegada del tron el 1725 en pujar la seva mare al tron, el 1727 quan Pere II (nebot seu). En morir Pere II, el gener de 1730, l'opinió va tornar a dividir-se entre els partidaris de les filles de Pere i els de Pere III, que encara era un nen. Finalment, va pujar al tron Anna Ivanovna, filla segona del tsar Ivan V de Rússia, qui a més era la qual menys probabilitats tenia. Es va iniciar una revolució entre els partidaris d'Elisabet i Ivan. Tot va acabar quan un dels seus propis aliats i amants (Lestocq) la va voler tancar en un convent; però Elisabet, durant una vetllada del 25 de novembre de 1741, havia fet cridar a alguns dels seus seguidors, suplicant-los que la salvessin. Va plorar i els va fer besar la creu, la qual cosa equivalia a un jurament.
Ella els va dir que era la seva mare, la mare del poble rus. Ells van cedir, fent-li cas, vetllant i guardant per ella. Abans, les seves paraules havien estat: "Juro morir per vosaltres, jureu vosaltres morir per mi!". Tenia 31 anys i era bella i elegant, a part de gran amazona. Va tenir una educació molt pobra que va compensar amb un caràcter fort i apassionat.

## Regnat

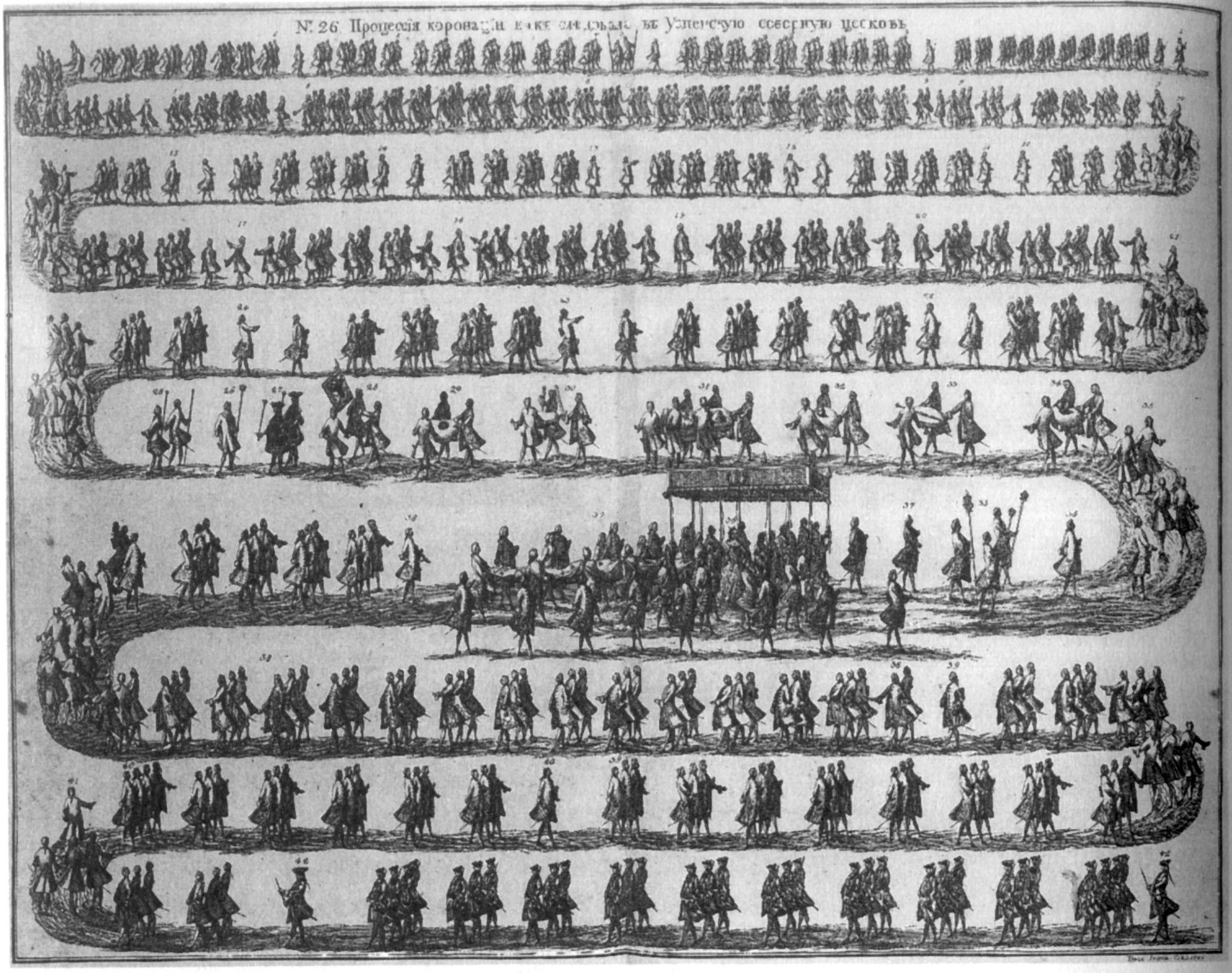
Processó de la coronació de l'emperadriu Elisabet, Moscou 1742

Elisabet es va coronar emperadriu a la catedral de la Dormició el Elisabet d'abril de 1742 (OS), que esdevindria estàndard per a tots els emperadors de Rússia fins al 1896, després d'enderrocar l'Emperador nen Ivan VI de Rússia, que va fer tancar com un animal a la fortalesa de Schlüsselburg, aprofitant la debilitat i mandra de la regenta mare, Anna Leopóldovna, filla de Caterina de Meklemburg. Als trenta-tres anys, amb relativament poca experiència política, es va trobar al capdavant d'un gran Imperi en un dels períodes més crítics de la seva existència. La seva proclamació explicava que els regnats precedents havien portat Rússia a la ruïna: "El poble rus ha gemegat sota els enemics de la fe cristiana, però ella els ha alliberat de la degradant opressió estrangera". Rússia havia estat sota el domini dels consellers alemanys, de manera que la seva emperadriu va exiliar els més impopulars d'ells, com Heinrich Ostermann, Burkhard von Munnich i Carl Gustav Lowenwolde. Va aprovar diverses lleis que van desfer gran part de la feina que havia fet el seu pare per limitar el poder de l'església.
Amb totes les seves mancances (els documents sovint esperaven mesos per la seva signatura), Elisabet havia heretat el geni del seu pare per al govern. El seu criteri habitualment agut i el seu tacte diplomàtic van recordar una vegada i una altra Pere el Gran. El que de vegades semblava irresolució i procrastinació era la majoria de vegades una sàvia suspensió del judici en circumstàncies excepcionalment difícils. Des del punt de vista rus, la seva grandesa com a dona d'Estat consistia en la seva apreciació constant dels interessos nacionals i la seva determinació per promoure'ls contra tots els obstacles.

### Reformes educatives

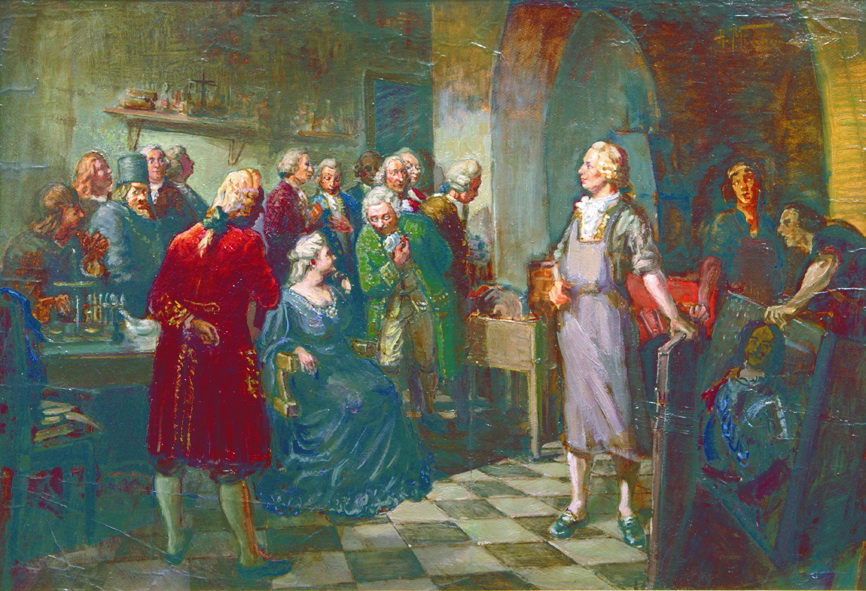
Elisabet visita el científic rus Mikhaïl Lomonóssov.

Malgrat els canvis substancials fets per Pere el Gran, no havia exercit una influència realment formativa sobre les actituds intel·lectuals de les classes dominants en conjunt. Tot i que Elisabet no tenia l'educació bàsica necessària per prosperar com a intel·lectual (un cop va trobar que la lectura de la literatura secular era "perjudicial per a la salut"), va ser prou intel·ligent com per conèixer-ne els beneficis i va crear una base considerable per a la seva eventual successora, Caterina la gran. Va posar l'educació a l'abast de totes les classes socials (excepte els serfs), va encoratjar l'establiment de la primera universitat a Rússia fundada a Moscou per Mikhail Lomonosov i va ajudar a finançar l'establiment de l'Acadèmia Imperial de les Arts.

### Pau interior

Monograma Imperial, present sovint als tractats de pau.

Diplomàtica dotada, Elisabet odiava el vessament de sang i els conflictes i va fer tot el possible per alterar el sistema de càstig rus, fins i tot prohibint la pena de mort. Segons l'historiador Robert Nisbet Bain, va ser una de les seves "principals glòries que, en la mesura que va poder, va posar fi a aquella lluita entremaliada d'ambicions rivals a la Cort, que havia deshonrat els regnats de Pere II. Anna i Ivan VI, i va permetre a les potències estrangeres interferir lliurement en els afers interns de Rússia".
El 1742, el govern Imperial de Sant Petersburg va ordenar una expedició militar russa per conquerir els koriaks i els txuktxis, però l'expedició va fracassar i el seu comandant, el major Dmitry Pavlutsky, va morir el 1747. El 12 de març de 1747, un grup de 500 guerrers txuktxis va assaltar la presó militar russa d'Anadyrsk. L'any 1750, ja havia quedat clar que els txuktxis serien difícil de vèncer. L'emperadriu va canviar llavors el seu enfocament tàctic i va establir una pau formal amb ells.

### Projectes

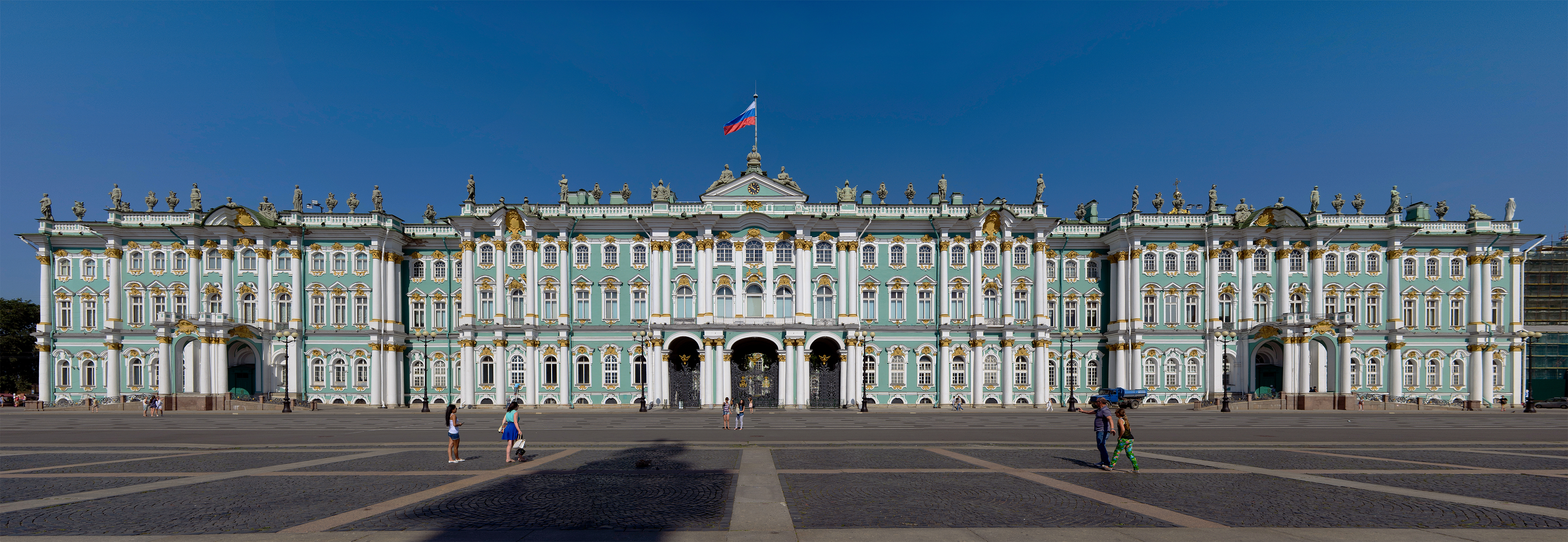
Construït pel seu arquitecte de la cort Bartolomeo Rastrelli, el Palau d'Hivern és el monument més famós d'Elisabet i la residència dels seus successors.

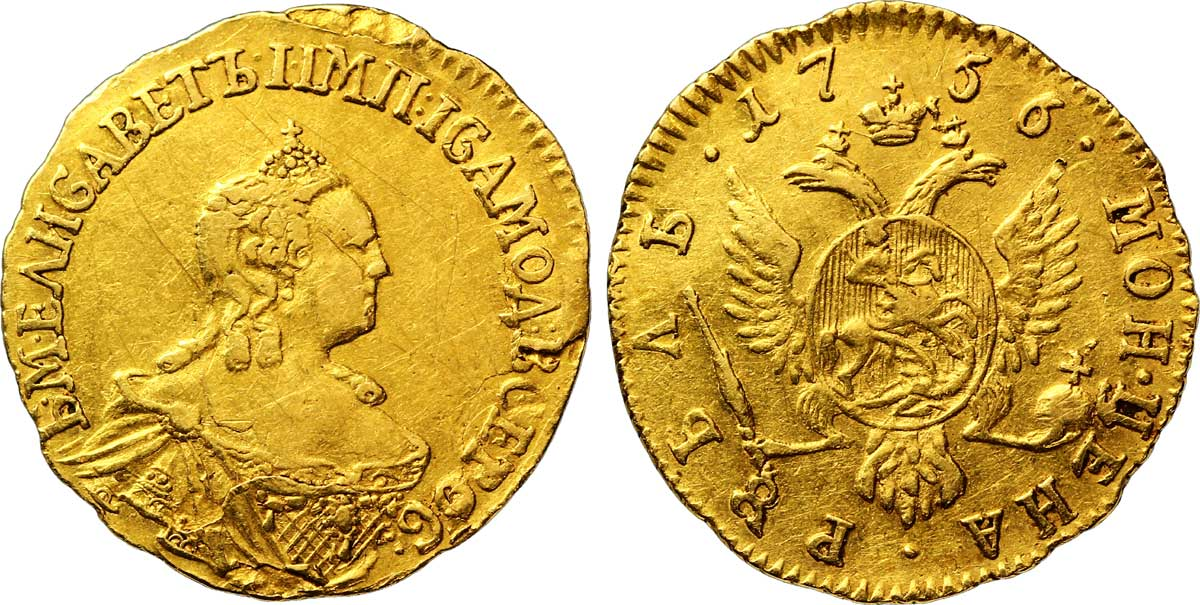
Moneda d'Elisabet de Rússia, els beneficis però nombrosos edificis de la qual requerien uns forts impostos.

Elisabet va gaudir i va destacar en l'arquitectura, supervisant i finançant molts projectes de construcció durant el seu regnat. Un dels molts projectes de l'arquitecte italià Bartolomeo Rastrelli va ser la reconstrucció del Palau de Peterhof, afegint-hi diverses ales entre 1745 i 1755. Les seves creacions més famoses van ser el Palau d'Hivern, encara que va morir abans de la seva finalització, i el Convent Smolni. Es diu que el Palau conté 1.500 habitacions, 1.786 portes i 1.945 finestres, incloses les oficines burocràtiques i els habitatges de la Família Imperial disposats en dues enfilades, des de la part superior de l'Escala Jordà. Pel que fa a aquest darrer edifici, l'historiador Robert Nisbet Bain va afirmar que "Cap altre sobirà rus va aixecar mai tantes esglésies".
La finalització ràpida dels edificis es va convertir en una qüestió d'importància per a l'emperadriu i el treball va continuar durant tot l'any, fins i tot en els mesos més durs de l'hivern. Al projecte s'havien destinat 859.555 rubles, una suma recaptada per un impost sobre les tavernes de propietat estatal, però les obres van cessar temporalment per manca de recursos. Finalment, es van augmentar els impostos sobre la sal i l'alcohol per finançar completament els costos addicionals. No obstant això, l'increïble extravagància d'Elisabet va acabar beneficiant enormement la infraestructura del país. Necessitant mercaderies enviades d'arreu del món, nombroses carreteres de tota Rússia es van modernitzar a les seves ordres.

### Selecció d'hereu

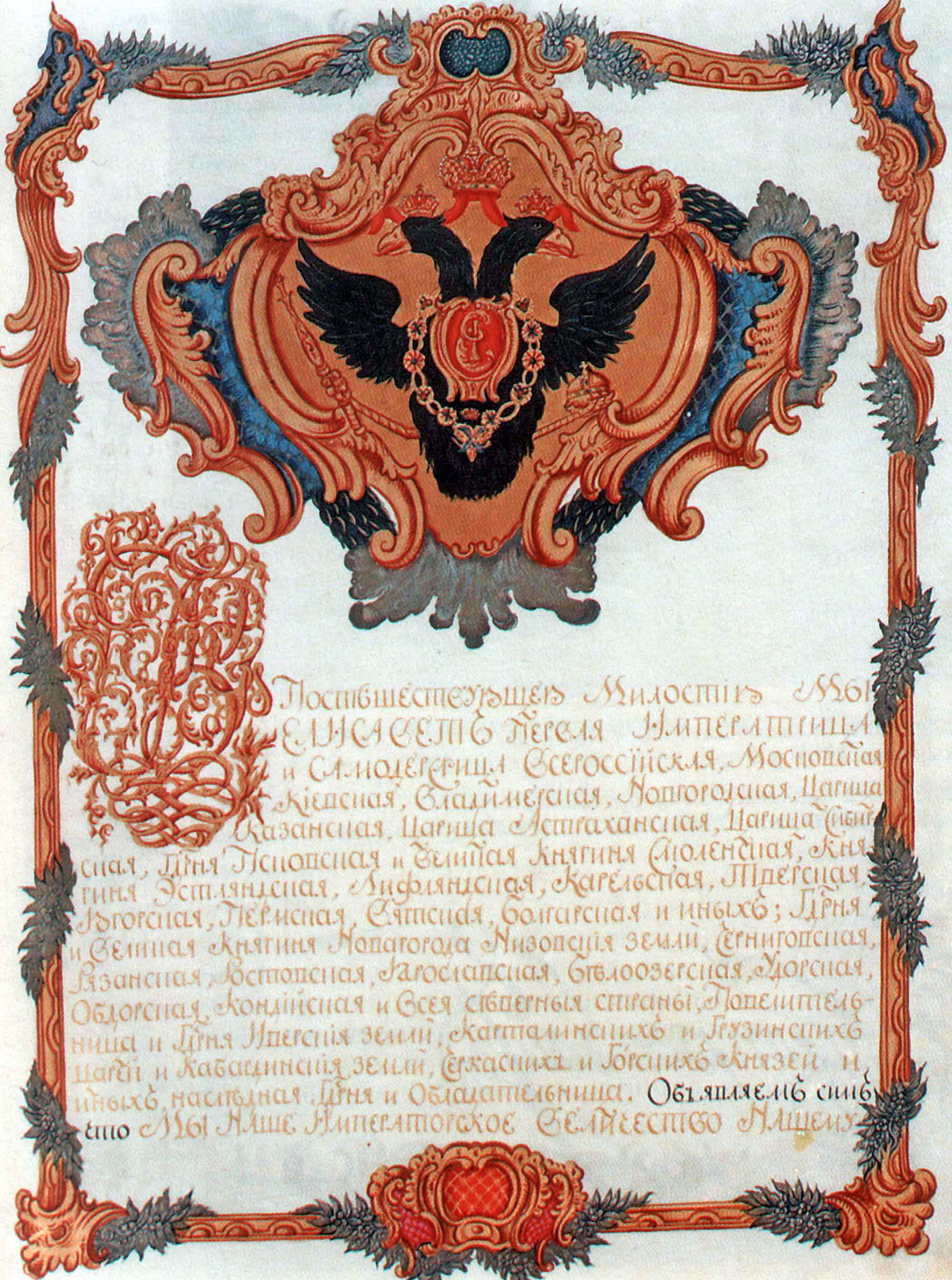
Donació d'Elisabeth al tinent general rus Balthasar Freiherr von Campenhausen, 27 de maig de 1756

Com a emperadriu soltera i sense fills, era imprescindible que Elisabet trobés un hereu legítim per assegurar la Dinastia Romànov. Va triar el seu nebot, Pere de Holstein-Gottorp. El jove Pere havia perdut la seva mare poc després de néixer, i el seu pare als onze anys. Elisabet va convidar el seu jove nebot a Sant Petersburg, on va ser rebut a l'Església Ortodoxa Russa i el va proclamar hereu al tron el 7 de novembre de 1742. Amb ganes de veure la dinastia assegurada, Elisabet immediatament va donar a Pere els millors tutors russos i es va establir la princesa Sofia d'Anhalt-Zerbst com a promesa del seu hereu. Per cert, la mare de Sophie, Joanna Elisabeth de Holstein-Gottorp, era germana del propi promès d'Elisabet, que havia mort abans del casament. En la seva conversió a l'Església Ortodoxa Russa, Sophie va rebre el nom de Caterina en record de la mare d'Elisabet. El matrimoni va tenir lloc el 21 d'agost de 1745. Nou anys més tard va néixer un fill, el futur Pau I, el 20 de setembre de 1754.
Hi ha una considerable especulació sobre la paternitat real de Pau. Es suggereix que no era el fill de Pere en absolut, però que la seva mare s'havia involucrat en una aventura, a la qual Elisabet havia consentit, amb un jove oficial, Serguei Vasilievitx Sàltikov, que hauria estat el pare biològic de Paul. Pere mai va donar cap indicació que cregués que Pau havia estat pare de ningú més que ell mateix, però no es va interessar en la paternitat. Elisabet, sens dubte, es va interessar activament i va actuar com si fos la seva mare, en lloc de Caterina. Poc després del naixement de Pau, l'emperadriu va ordenar a la llevadora que prengués el nadó i la seguia, i Caterina no va veure el seu fill durant un mes, per a una breu cerimònia a l'església. Sis mesos després, Elisabet va deixar que Caterina tornés a veure el nen. El nen s'havia convertit, en efecte, en un tutelat de l'estat i, en un sentit més ampli, en propietat de l'estat.

## Política exterior

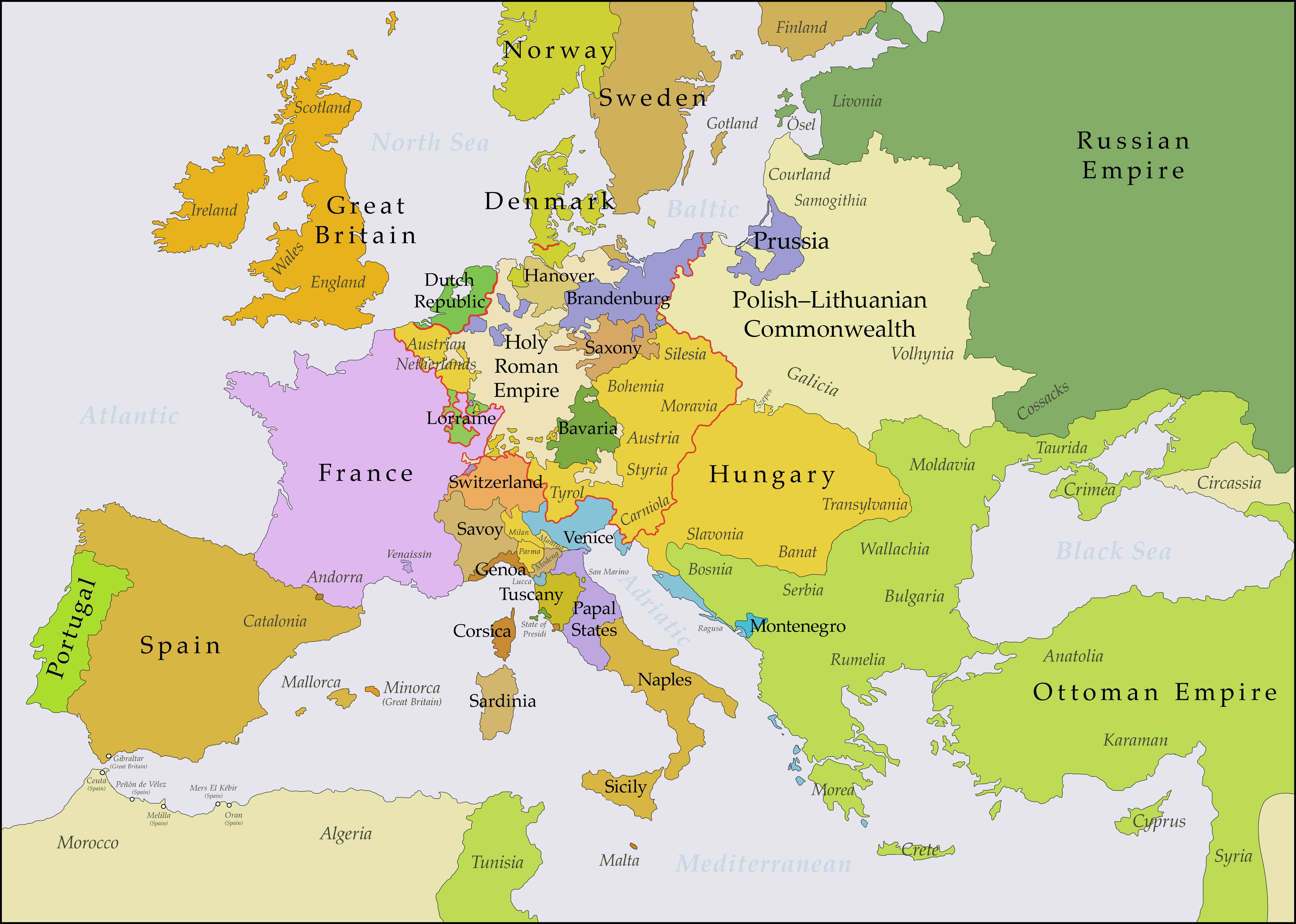
Mapa de les fronteres polítiques europees el 1740

### Bestuzhev
Elisabet va abolir el sistema de consells de gabinet que s'havia utilitzat sota Anna i va reconstituir el Senat com ho havia estat sota Pere el Gran, amb els caps dels departaments d'estat (cap d'ells alemany) assistint. La seva primera tasca després d'això va ser abordar la guerra amb Suècia. El 23 de gener de 1743 es van obrir les negociacions directes entre les dues potències a Turku. En el Tractat d'Åbo, el 7 d'agost de 1743 (OS), Suècia va cedir a Rússia tot el sud de Finlàndia a l'est del riu Kymmene, que es va convertir en la frontera entre els dos estats. El tractat també va donar a Rússia les fortaleses de Lappeenranta i Hamina.
Aquest resultat triomfant es pot atribuir a la capacitat diplomàtica del nou vicecanciller, Aleksey Bestuzhev-Ryumin, la política del qual hauria estat impossible d'implementar sense el suport d'Elisabeth. Elisabet havia posat sàviament a Bestuzhev al capdavant dels afers exteriors immediatament després de la seva adhesió. Ell representava la part antifrancoprusiana del seu consell, i el seu objectiu era aconseguir una aliança anglo-austro-rusa que, en aquell moment, era sens dubte la més avantatjosa per a Rússia. Tant la Conspiració de Lopukhina com altres intents de Frederic el Gran i Lluís XV per desfer-se de Bestuzhev van fracassar, però en canvi van posar la cort russa al centre d'una intriga durant els primers anys del regnat d'Elisabet.

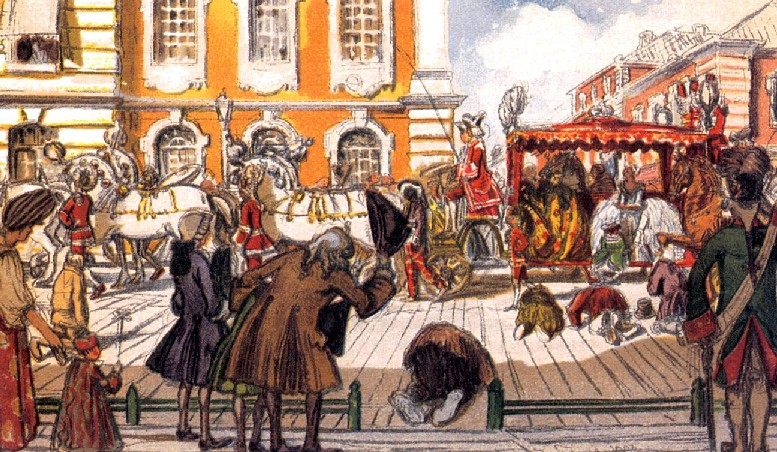
Passeig d'Elisabet Petrovna pels carrers de Sant Petersburg (1903), aquarel·la d'Aleksandr Benois

Finalment, es va imposar el fort suport de la ministra per part d'Elisabet. La seva impecable diplomàcia, i un cos auxiliar rus de 30.000 homes enviats al Rin, van accelerar molt les negociacions de pau que van conduir al Tractat d'Aquisgrà (18 d'octubre de 1748). Per pura tenacitat de propòsit, Bestuzhev havia extret el seu país de l'imbroglio suec; va reconciliar la seva mestressa Imperial amb les corts de Viena i Londres; va permetre a Rússia afirmar-se efectivament a Polònia, l'Imperi Otomà i Suècia; i va aïllar el rei de Prússia forçant-lo a fer aliances hostils. Tot això hauria estat impossible sense el suport constant d'Elisabet que confiava completament en ell malgrat els nombrosos enemics de la Cancellera, la majoria dels quals eren els seus amics personals.
No obstant això, el 14 de febrer de 1758, Bestuzhev va ser destituït del càrrec. La futura Caterina II va registrar: "Va ser rellevat de totes les seves condecoracions i rang, sense que una ànima pogués revelar per quins crims o transgressions el primer cavaller de l'Imperi va ser tan desposseït, i enviat a casa seva com a presoner". Cap delicte específic es va fixar mai a Bestuzhev. En canvi, es va deduir que havia intentat sembrar la discòrdia entre l'emperadriu i el seu hereu i la seva consort. Els seus rivals eren els enemics del Bestuzhev pro-austríac; la família Shuvalov, el vicecanceller Mikhail Vorontsov i l'ambaixador francès.

### Guerra dels Set Anys

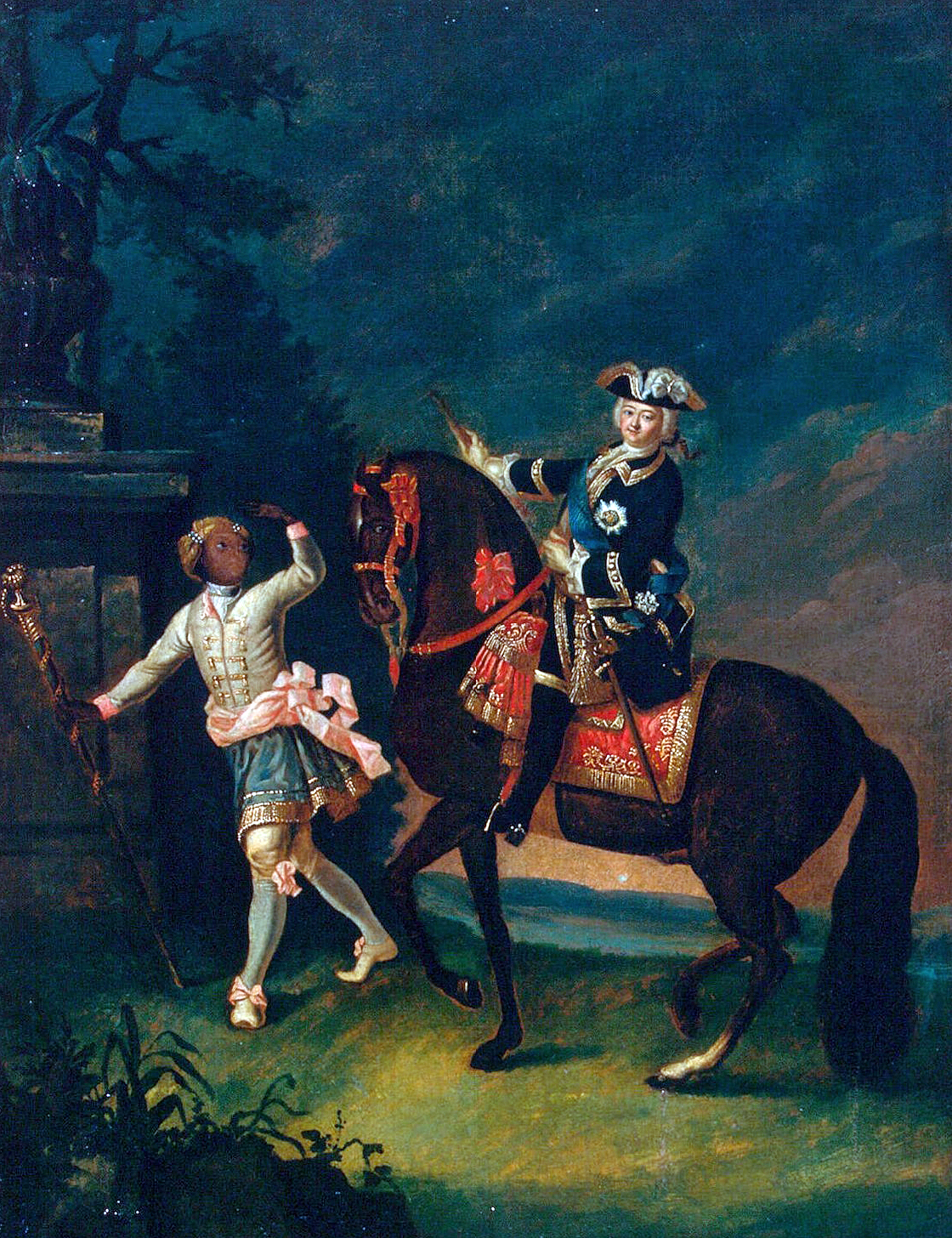
Elisabet a cavall mentre era atesa per un patge.

El gran esdeveniment dels darrers anys d'Elisabet va ser la Guerra dels Set Anys. Elisabet considerava que la Convenció de Westminster (16 de gener de 1756) en la qual la Gran Bretanya i Prússia acordaven unir les seves forces per oposar-se a l'entrada o al pas pel Sacre Imperi Romanogermànic de tropes de totes les potències estrangeres, com una subversió absoluta de les convencions anteriors entre Gran Bretanya i Rússia. Elisabet va enfrontar-se a Prússia per una aversió personal a Frederic el Gran i volia que restés dins dels límits adequats perquè ja no fos un perill per a l'Imperi. Elisabet va accedir al segon tractat de Versalles, entrant així en una aliança amb França i Àustria contra Prússia. El 17 de maig de 1757 l'exèrcit rus, de 85.000 homes va avançar contra Königsberg comandats per Stepan Fiodorovich Apraksin, i van assetjar Memel, una de les fortaleses més fortes de Prússia i després de cinc dies de bombardeig d'artilleria van assaltar-lo i utilitzar Memel com a base per envair Prússia Oriental i vèncer a la batalla de Gross-Jägersdorf el 30 d'agost de 1757 però no van poder prendre Königsberg en haver esgotat les municions d'artilleria i es van retirar.
La greu malaltia de l'emperadriu, que va començar amb un desmais a Tsàrskoie Seló (19 de setembre de 1757), la caiguda de Bestuzhev (21 de febrer de 1758) i les càbales i intrigues de les diferents potències estrangeres a Sant Petersburg, no van interferir amb el progrés de la guerra. La derrota aclaparadora de Kunersdorf (12 d'agost de 1759) finalment va portar a Frederic a la vora de la ruïna. A partir d'aquell dia, va desesperar l'èxit, però de moment es va salvar per les gelosies dels comandants russos i austríacs, que van arruïnar els plans militars dels aliats.
Des de finals de 1759 fins a finals de 1761, la fermesa de l'emperadriu russa va ser l'única força política limitadora que va mantenir units els elements heterogenis i incessantment discordants de la combinació antiprussiana. Des del punt de vista rus, la seva grandesa com a estadista consistia en la seva apreciació constant dels interessos russos i la seva determinació per promoure'ls contra tots els obstacles. Va insistir en tot moment que el rei de Prússia havia de ser inofensiu per als seus veïns per al futur i que l'única manera de fer-ho era reduir-lo al rang de príncep elector.
El mateix Frederic era molt conscient del seu perill. "Estic al final dels meus recursos", va escriure a principis de 1760. "La continuació d'aquesta guerra significa per a mi una ruïna total. Les coses poden allargar-se potser fins al juliol, però després ha d'arribar una catàstrofe". El 21 de maig de 1760 es va signar una nova convenció entre Rússia i Àustria, una clàusula secreta de la qual, maig comunicada a la cort de Versalles, garantia la Prússia Oriental a Rússia com a indemnització per les despeses de guerra. El fracàs de la campanya de 1760, exercida per l'inepte comte Buturlin, va induir la cort de Versalles el vespre del 22 de gener de 1761 a presentar a la cort de Sant Petersburg un despatxo en què el rei de França, a causa de la condició dels seus dominis, pau absolutament desitjada. La resposta de l'emperadriu russa va ser lliurada als dos ambaixadors el 12 de febrer. Es va inspirar en l'hostilitat més intransigent cap al rei de Prússia. Elisabet no acceptaria cap obertura pacífica fins que s'hagués aconseguit l'objectiu original de la lliga.
Simultàniament, Elisabet havia traslladat a Lluís XV una carta confidencial en la qual proposava la signatura d'un nou tractat d'aliança de caràcter més exhaustiu i explícit que els anteriors tractats entre les dues potències sense que Àustria ho sàpiga. L'objectiu d'Elisabet en la misteriosa negociació sembla haver estat reconciliar França i Gran Bretanya, a canvi del qual el servei de senyals França havia de llançar totes les seves forces a la guerra alemanya. Aquest projecte, que no mancava ni d'habilitat ni d'audàcia, va caure en la gelosia invencible de Lluís XV pel creixement de la influència russa a l'Europa de l'Est i la seva por a ofendre la Sublim Porta. Finalment, els aliats van acordar que els seus enviats a París fixessin la data per a la celebració d'un congrés de pau i que, mentrestant, la guerra contra Prússia fos enèrgicament perseguida. El 1760 una columna voladora russa va ocupar breument Berlín. Les victòries russes van posar Prússia en seriós perill.
La campanya de 1761 va ser gairebé avortada com la de 1760. Frederic va actuar a la defensiva amb habilitat consumada, i la presa de la fortalesa prussiana de Kołobrzeg el dia de Nadal de 1761, per part de Rumyantsev, va ser l'únic èxit rus. Frederic, però, estava ara a l'última bocanada. El 6 de gener de 1762, va escriure al comte Karl-Wilhelm Finck von Finckenstein: "Ara hauríem de pensar a preservar per al meu nebot, a través de la negociació, els fragments del meu territori que puguem salvar de l'avidesa dels meus enemics". Una quinzena més tard, va escriure al príncep Ferran de Brunswick: "El cel comença a aclarir-se. Coratge, estimat company. He rebut la notícia d'un gran esdeveniment". El miracle de la casa de Brandenburg que el va arrabassar de la destrucció va ser la mort de l'emperadriu russa, el 5 de gener de 1762 (NS).

## Política
Va ser l'última descendent per línia masculina dels Romànov que va ocupar el tron rus. La casa dels Romànov només va quedar representada per dones. Catalina i Pere van tenir vuit fills però només li van sobreviure dues filles: Ana, duquessa de Holstein, morta al maig de 1728, i la princesa Elisabet. Va contreure matrimoni, morganàtic, amb Aleksei Razumovski, al que l'emperador Carles VI va fer Comte del Sacre Imperi, però no va tenir descendència.
Dona de caràcter autoritari, excèntrica i luxuriosa, va tenir no obstant això alguns encerts com governant, entre ells l'abolició de la pena de mort (1744), encara que era cruel amb els seus enemics, als quals torturava; la supressió de les duanes interiors; la reorganització del comerç exterior i les iniciatives de tipus artístic i cultural. Ivan Xuvàlov, favorit d'Elisabet, és qui funda la Universitat de Moscou, i és també durant aquest període, que s'estableix l'Acadèmia de Belles Arts de Sant Petersburg. Va millorar les relacions amb Anglaterra i Àustria; en la seva guerra contra Suècia, va aconseguir el sud de Finlàndia.
Va engegar un important pla de desenvolupament de la indústria metalúrgica. Se li adjudica a Elisabet el manteniment de l'aliança entre Àustria, França i Rússia, el bloc més poderós que estava en contra de Prússia. Era molt supersticiosa: fa retardar la declaració de guerra a Frederic II de Prússia perquè una mosca, parada en la paret, va volar i va anar a posar-se sobre el paper, la qual cosa va originar un esborrall de tinta. D'altra banda, va anul·lar tota l'obra del seu pare, va atorgar més privilegis a la noblesa, empobrint als camperols. Va intervenir en la guerra dels Set Anys (1756-1763) contra Frederic II de Prússia. Tenia bons consellers que l'ajudaven en les seves decisions, encara que va lliurar la direcció del govern a Bestújev-Riumin, de qui desconfiava.

## Vida privada
Va tenir mala sort amb els seus promesos: alguns van morir, i uns altres la van deixar. Havia estat promesa al rei Lluís XV de França, al tsar Pere II de Rússia, al duc de Chartres, al duc de Borbó i al comte de Charolais. El seu últim promès, el príncep Carles August de Holstein, Bisbe de Lübeck i candidat a la corona de Curlàndia, havia mort de verola. El seu gran amor de joventut va ser el comte Simon Narixkin, del qual va ser separada violentament.
Tanmateix comptava amb una petita cort d'amants. Elisabet necessitava estar amb algú. Va tenir romanços amb els Txuvalov (Alexandre i Pere), amb Mikhaïl Vorontsov i amb dos personatges més de cognoms Lestocq i Schwartz. Els oficials de la seva guàrdia l'adoraven, entre altres coses perquè acceptava ser la padrina dels seus fills. Els soldats anaven a parlar amb ella a la seva casa de camp. Va tenir d'amants a soldats com Butorlín, Chombín, Lestoccq i, a Razumovski, amb qui acabà casant-se en secret el 1742.
Elisabet parlava en francès i encara que llegia, instaura d'un període o etapa de cultura francesa que succeeix al de la cultura alemanya de Pere I i dels regnats següents. Les institutrius i els mestres francesos proliferaven entre l'aristocràcia. El francès arriba a ser per a molts el seu segon idioma, i París, havia de ser visitada pels nobles que es preuessin de ser-ho. França era "el màxim", per a ells, com per a uns altres seria Alemanya, Àustria o Anglaterra. Va deixar com successor al seu nebot Pere III, fill de la seva germana gran i de Carles Frederic, duc de Schleswig-Holstein-Gottorp, qui va néixer a Alemanya el 1728 però el va adoptar en 1741.